# Inzlingen

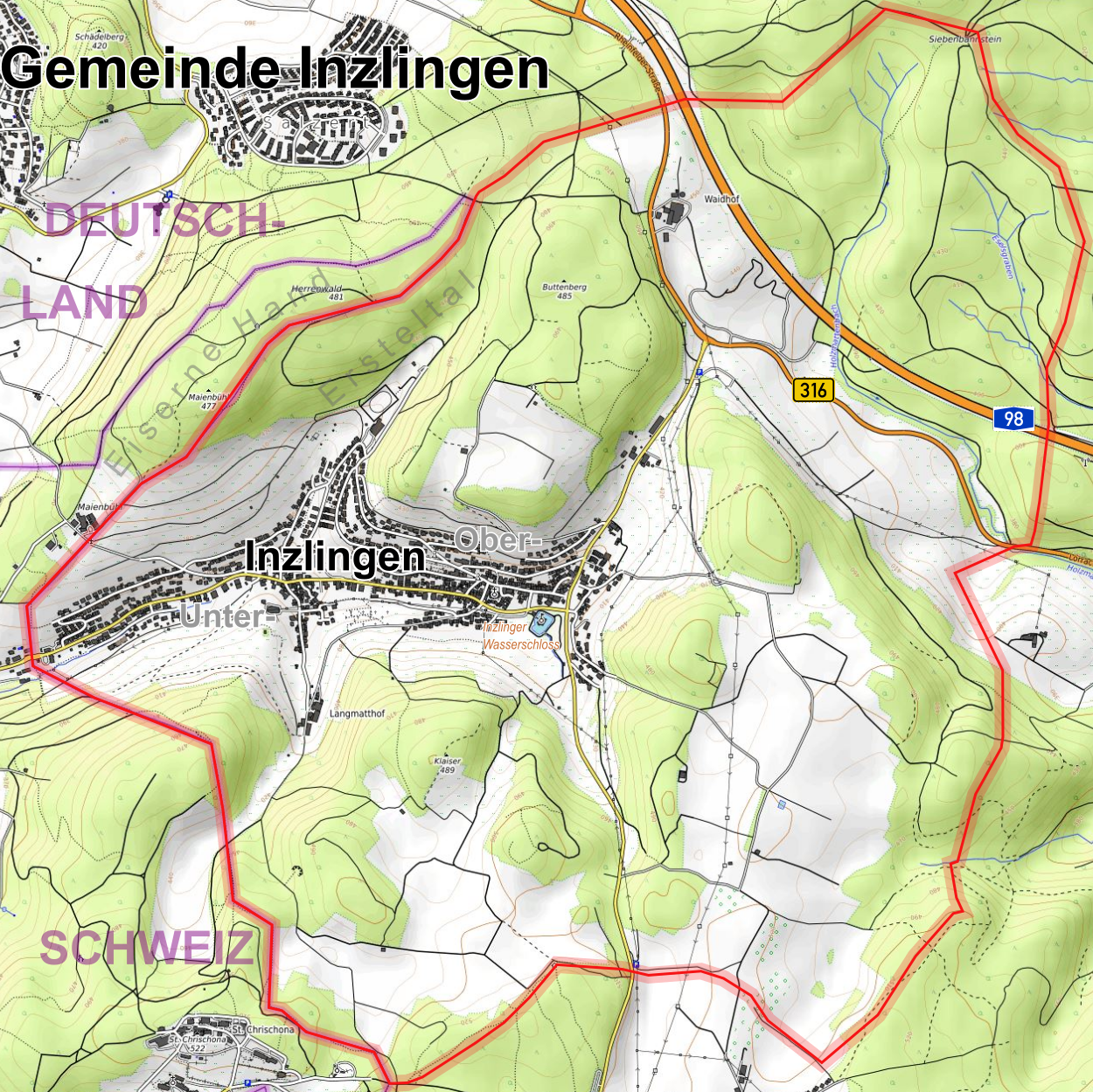
Topographische Karte der Gemeinde Inzlingen mit Gemeindegrenzen

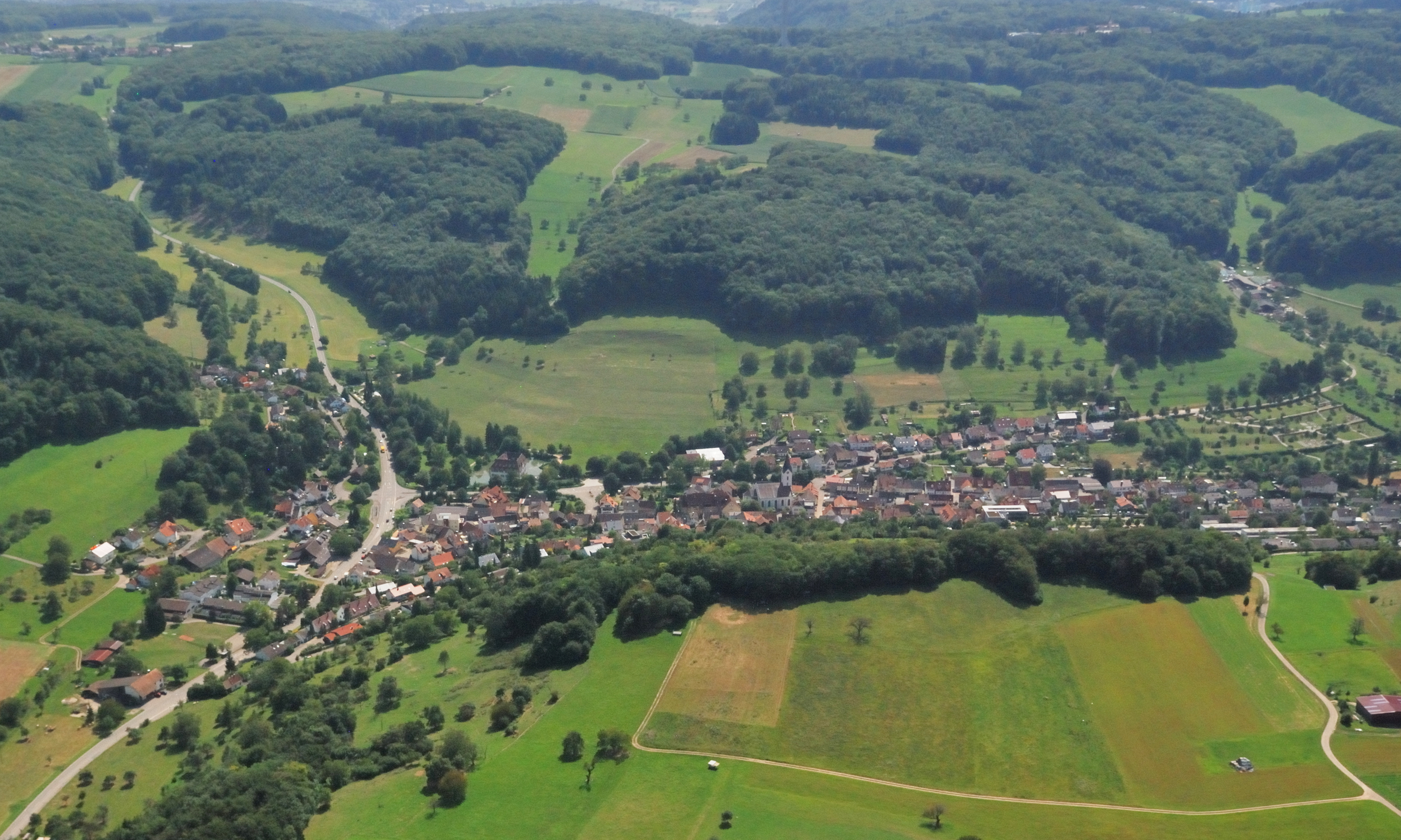
Luftansicht von Ober-Inzlingen

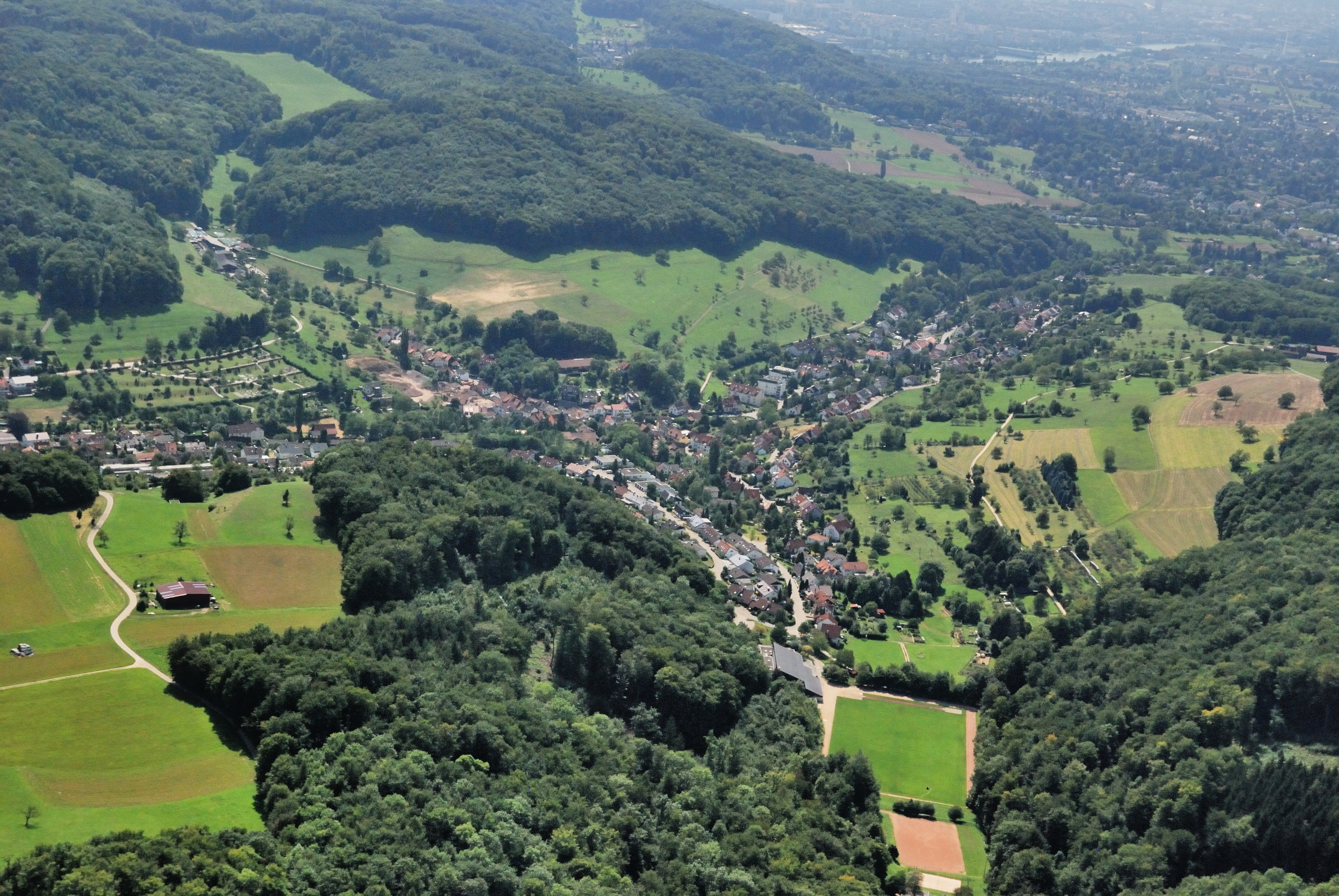
Luftansicht von Unter-Inzlingen

Inzlingen (alemannisch: „Inzlige“) ist eine Gemeinde im Landkreis Lörrach in Baden-Württemberg. Die Gemeinde bildet mit Lörrach eine Vereinbarte Verwaltungsgemeinschaft, ist jedoch kein Teil des Stadtgebietes. Das Inzlinger Wasserschloss ist das bekannte Wahrzeichen des Ortes und hat aufgrund überregionalem Bekanntheitsgrad auch Wahrzeichencharakter für den gesamten Landkreis.

## Geografie

### Lage
Inzlingen liegt im Dreiländereck von Deutschland, Frankreich und der Schweiz und grenzt direkt an die Schweiz. Das Gemeindegebiet erstreckt sich von 314 m am westlichen Ortsausgang bis 514 m an der südlichen Gemeindegrenze. Nach Norden wird Inzlingen von dem schmalen Schweizer Territorium Eiserne Hand von der Stadt Lörrach getrennt. Das besiedelte Gebiet erstreckt sich hauptsächlich in Ost-West-Richtung und verläuft entlang des Inzlinger Tals.

### Geologie
Westlich einer großen von Lörrach nach Degerfelden ziehenden Verwerfung ist die Muschelkalktafel des Dinkelbergs stärker herausgehoben. Außerdem lässt sich eine leichte Aufwölbung der Gesteinsschichten um Inzlingen nachweisen. Die Achse dieses Sattels (einer Antiklinale) verläuft etwa West-Ost-Richtung im Inzlinger Talraum. Im Bereich dieser Antiklinale konnte die Erosion nicht nur den Muschelkalk abräumen, sondern erreichte auch den darunter lagernden Buntsandstein, in dem sich das Dorf angesiedelt hat, und der hier bis zu einer Höhe von über 370 m ansteht. Auf der Gemarkung gab es früher zahlreiche Buntsandsteinbrüche, in denen die sehr witterungsbeständigen verkieselten Bänke des Mittleren und die feinkörnigeren, gut zu bearbeitenden des Oberen Buntsandsteins (z. B. für Fenstergewände) gebrochen wurden.
In den das Dorf umgebenden Hängen folgen über dem Buntsandstein Unterer und Mittlerer Muschelkalk und darüber, steilere Hänge bildend, die Bänke und Platten des Oberen Muschelkalks. Während Unterer und Mittlerer Muschelkalk kaum aufgeschlossen sind, geben alte Steinbrüche (Buttenberghalde, Ersteltal) einen Einblick in die teils gebankten, teils plattigen Kalke des Oberen Muschelkalks. Am Klaislerhang (489 Meter) über dem Wasserschloss deuten unruhige Geländeformen auf die im Mittleren Muschelkalk häufigen Hangverschlipfungen hin.
In dem kleinen Tälchen zwischen Klaisler und Unterloh-Fuchshalde erreicht einer der schmalen Keupergräben, die für den südwestlichsten Dinkelberg charakteristisch sind, die Inzlinger Gemarkung. Es handelt sich bei diesen um in das Muschelkalkplateau eingesenkte, mit Keupersedimenten gefüllte Keilgräben, die auf zerrende Kräfte hindeuten, die im Zusammenhang mit der Rheingrabenbildung in der Tertiärzeit wirksam waren. Über Inzlingen endet die Keuperfüllung etwa 500 m oberhalb der Talmündung. Die Grabenstruktur innerhalb des Oberen Muschelkalks lässt sich aber in der Landschaft (Rodegasse im Tälchen) weiterhin erkennen.
Die Gemarkung greift im Nordosten über die eingangs erwähnte Lörracher-Degerfelder Verwerfung hinaus in den sog. Zentralen Dinkelberggraben, in dem sich flächenhaft Keuper erhalten hat. Es sind vorwiegend rote Tone und Mergel, die auf dem Dinkelberg weithin dem Wald überlassen wurden. Ebenfalls bewaldet blieben die steilen Hänge und vielfach auch die wasserarmen Hochflächen des Oberen Muschelkalks.

### Nachbargemeinden
Folgende Städte und Gemeinden im Uhrzeigersinn beginnend im Norden grenzen an Inzlingen: Lörrach, Rheinfelden, Grenzach-Wyhlen. Sie liegen alle im Landkreis Lörrach in Deutschland. Weiter grenzt Inzlingen an Bettingen und Riehen, die beide im Kanton Basel-Stadt in der Schweiz liegen. Mit der Gemeine Riehen hat Inzlingen einen gemeinsamen Grenzübergang.

### Gemeindegliederung
Zur Gemeinde Inzlingen gehören die beiden miteinander verschmolzenen Ortskerne Oberdorf und Unterdorf, der Hof Waidhof und die Häuser Kalkwerk (vorm. Ziegelei). Etwa 200 Meter südlich vom Unterdorf befindet sich der Langmatthof. Rund 70 % der Gemeindefläche entfällt auf Grünland, Wiesen, Weiden und Wald.

## Geschichte
Die Ansiedlung erhielt ihren Namen durch einen Alemannen namens Enzilo. Inzlingen bedeutet: Hof des Enzilo. Die erste Erwähnung Inzlingens datiert aus dem Jahre 1228. Die Besiedlung fand bereits deutlich früher statt, da man im Oberdorf einen Reihengräberfriedhof aus dem 7. Jahrhundert nachweisen konnte. Die Herren von Üsenberg übertrugen 1238 den Besitz der Siedlung samt der Kirche an das Kloster Wettingen. An die Markgrafen von Hachberg ist der Besitz durch Erbschaft von den Üsenberger oder den Herren von Rötteln gekommen. 1394 belehnten diese den die Ritter Reich von Reichenstein mit der hohen Gerichtsbarkeit von Inzlingen. 1511 wird das Wasserschloss in Inzlingen erwähnt und kam 1554 in den Besitz der Reich von Reichenstein. 1563 erfolgte ein Umbau von der alten Burg zu einem moderneren Schloss.
Im Jahr 1803 wurde Inzlingen zum Oberamt Rötteln zugeteilt, 1809 dann zum Bezirksamt beziehungsweise dem Landkreis Lörrach.
Inzlingen war 1995 Gewinner der Goldmedaille Unser Dorf soll schöner werden.

### Schreibweise
| Zeitraum   | Namen      | Quelle                                        |
| ---------- | ---------- | --------------------------------------------- |
| 1229       | Inzilingin | S. Blasien                                    |
| 1250, 1258 | Incelingen | Urkundenbuch der Stadt Basel                  |
| 1267, 1287 | Inzelingen | Urkundenbuch der Stadt Basel                  |
| 1301–1308  | Inzilingen | S. Blasien                                    |
| 1360–1370  | Inczlingen | Freiburg Diöcesan-Archiv                      |
| 1404       | Intzlingen | Zeitschrift für die Geschichte des Oberrheins |
| 1510       | Yntzlingen | Domstift Basel                                |

## Bevölkerung

### Einwohnerentwicklung
Die Einwohnerzahl Inzlingens entwickelte sich wie folgt:
| Jahr | Einwohner |
| ---- | --------- |
| 1852 | 1066      |
| 1871 | 1049      |
| 1880 | 1024      |
| 1890 | 1045      |
| 1900 | 1056      |
| 1910 | 1005      |
| 1925 | 973       |

| Jahr | Einwohner |
| ---- | --------- |
| 1933 | 1039      |
| 1939 | 1061      |
| 1950 | 1230      |
| 1956 | 1312      |
| 1961 | 1428      |
| 1970 | 1809      |
| 1980 | 2396      |

| Jahr | Einwohner |
| ---- | --------- |
| 1985 | 2540      |
| 1987 | 2380      |
| 1989 | 2413      |
| 1990 | 2508      |
| 1993 | 2600      |
| 1995 | 2616      |
| 1998 | 2619      |

| Jahr | Einwohner |
| ---- | --------- |
| 2000 | 2548      |
| 2005 | 2500      |
| 2008 | 2480      |
| 2010 | 2472      |
| 2015 | 2455      |
| 2020 | 2524      |
| 2021 | 2530      |

| Jahr | Einwohner |
| ---- | --------- |
| 2022 | 2529      |

### Religionen
Der Ort Inzlingen ist römisch-katholisch geprägt, da die Reich von Reichenstein als Ortsherren katholisch blieben.
Die Zugehörigkeit zu den Religionsgemeinschaften verteilte sich in der Vergangenheit wie folgt:
| Religionszugehörigkeit in Inzlingen | Religionszugehörigkeit in Inzlingen | Religionszugehörigkeit in Inzlingen | Religionszugehörigkeit in Inzlingen |
| Jahr                                | Religion                            | Religion                            | Religion                            |
| ----------------------------------- | ----------------------------------- | ----------------------------------- | ----------------------------------- |
|                                     | evangelisch                         | katholisch                          | sonstige                            |
| 1858                                | 3,7 %                               | 96,3 %                              | 0,0 %                               |
| 1925                                | 4,9 %                               | 94,5 %                              | 0,6 %                               |
| 1950                                | 16,7 %                              | 82,2 %                              | 1,1 %                               |
| 1961                                | 23,4 %                              | 75,1 %                              | 1,5 %                               |
| 1970                                | 26,4 %                              | 71,1 %                              | 2,5 %                               |

### Wappen
Blasonierung: „Gespalten, vorne in Gold ein roter Schrägbalken, hinten in Gold eine schwarze Saufeder.“
Wappenerklärung: Der rote Schrägbalken ist der badische Schrägbalken, die Saufeder – dort schräggestellt – entstammt dem Wappen der adeligen Familie der Reich von Reichenstein. Das jetzt gültige Wappen nahm die Gemeinde im Jahr 1905 an.

## Politik

### Bürgermeister
- Josef Muchenberger (1947)[14]
- Richard Braun (bis 1985)[15]
- Erich Hildebrand (1985–2009)
- Marco Muchenberger (seit 2009)

### Wahlen und Bürgerentscheide

#### Gemeinderat
Die Kommunalwahl vom 9. Juni 2024 führte bei einer Wahlbeteiligung von 68,9 % (- 0,2) zu folgendem Ergebnis (mit Vergleichszahlen früherer Wahlen):
| Partei / Liste          | 2024    | 2024   |         | 2019   | 2019    | 2014   | 2014    | 2009   | 2009 |
| Partei / Liste          | Stimmen | Sitze  | Stimmen | Sitze  | Stimmen | Sitze  | Stimmen | Sitze  |      |
| CDU                     | 48,6 %  | 6      | 42,9 %  | 5      | 53,1 %  | 6      | 55,2 %  | 7      |      |
| SPD                     | 38,3 %  | 4      | 37,4 %  | 5      | 46,9 %  | 6      | 44,8 %  | 5      |      |
| Gemeinsam für Inzlingen | 13,1 %  | 2      | 19,8 %  | 2      | –       | –      | –       | –      |      |
| Wahlbeteiligung         | 68,9 %  | 68,9 % | 69,1 %  | 69,1 % | 60,2 %  | 60,2 % | 60,1 %  | 60,1 % |      |

#### Kreistag
Inzlingen bildet zusammen mit Grenzach-Wyhlen bei den Kreistagswahlen den Wahlkreis 7, der vier Vertreter in den Kreistag des Landkreises Lörrach entsendet:
|           | 2024  | 2024  | 2019  | 2019  | 2014  | 2014  |
| Partei    | %     | Sitze | %     | Sitze | %     | Sitze |
| --------- | ----- | ----- | ----- | ----- | ----- | ----- |
| CDU       | 30,34 | 1     | 34,21 | 1     | 24,51 | 1     |
| FW        | 22,55 | 1     | 18,42 | 1     | 18,60 | 1     |
| GRÜNE     | 15,15 | 1     | 19,90 | 1     | 15,72 | 1     |
| SPD       | 12,22 | 1     | 11,82 | 1     | 34,03 | 1     |
| AfD       | 10,45 | 0     | 5,53  | 0     | –     | –     |
| FDP       | 9,49  | 0     | 10,11 | 0     | 7,14  | 0     |
| Die Linke | 1,8   | 0     | –     | –     | –     | –     |
| Gesamt    | 100   | 4     | 100   | 4     | 100   | 4     |

#### Landtag
Inzlingen gehört zum Landtagswahlkreis Lörrach
| Partei / Liste  | 2021   | 2016   | 2011   |
| Grüne           | 39,8 % | 32,6 % | 26,8 % |
| CDU             | 21,3 % | 30,0 % | 39,3 % |
| FDP             | 15,6 % | 8,8 %  | 4,4 %  |
| SPD             | 9,5 %  | 15,0 % | 26,0 % |
| AfD             | 6,5 %  | 9,0 %  | –      |
| DIE LINKE       | 1,5 %  | 1,5 %  | 1,1 %  |
| Freie Wähler    | 1,5 %  | -      | -      |
| DIE PARTEI      | 1,2 %  | 0,2 %  | -      |
| PIRATEN         | -      | 0,4 %  | 1,5 %  |
| Andere          | 2,9 %  | 1,8 %  | 1,5 %  |
| Wahlberechtigte | 1859   | 1901   | 1933   |
| Wahlbeteiligung | 70,1 % | 71,8 % | 71,4 % |

#### Bundestag (Gemeinde Inzlingen)
Inzlingen gehört zum Bundestagswahlkreis Lörrach – Müllheim
| Partei / Liste   | 2025    | 2021    | 2017    | 2013   | 2009   |
| CDU              | 34,79 % | 25,17 % | 42,02 % | 47,6 % | 37,6 % |
| Grüne            | 18,32 % | 20,55 % | 16,56 % | 13,0 % | 16,3 % |
| SPD              | 15,24 % | 24,22 % | 16,62 % | 20,8 % | 19,6 % |
| AfD              | 14,25 % | 6,26 %  | 8,76 %  | 3,8 %  | –      |
| FDP              | 5,55 %  | 17,61 % | 14,07 % | 6,7 %  | 17,4 % |
| DIE LINKE        | 4,75 %  | 1,83 %  | 3,96 %  | 3,7 %  | 3,4 %  |
| BSW              | 2,34 %  | -       | -       | -      | -      |
| Tierschutzpartei | 1,54 %  | -       | -       | -      | -      |
| Volt             | 1,17 %  | -       | -       | -      | -      |
| Freie Wähler     | 0,99 %  | 1,30 %  | 0,51 %  | -      | -      |
| Die Basis        | 0,19 %  | 1,83 %  | -       | -      | -      |
| Die Piraten      | -       | 0,33 %  | 0,38 %  | 0,4 %  | 2,5 %  |
| Andere           | 0,43 %  | 1,89 %  | 3,96 %  | 3,2 %  | 2,3 %  |
| Wahlberechtigte  | 1902    | 1878    | 1915    | 1939   | 1946   |
| Wahlbeteiligung  | 85,5 %  | 82,4 %  | 82,6 %  | 77,1 % | 76,2 % |

#### Europaparlament
Stimmenanteile in Inzlingen
| Partei / Liste       | 2024    | 2019    | 2014    |
| CDU                  | 31,4 %  | 31,46 % | 38,76 % |
| GRÜNE                | 16,8 %  | 25,58 % | 15,00 % |
| SPD                  | 14,2 %  | 14,65 % | 26,67 % |
| AfD                  | 10,6 %  | 6,80 %  | 0,71 %  |
| FDP                  | 8,5 %   | 7,62 %  | 4,37 %  |
| Freie Wähler         | 4,1 %   | 2,62 %  | 1,97 %  |
| BSW                  | 3,7 %   | –       | –       |
| Volt                 | 3,1 %   | 0,4 %   | –       |
| DIE LINKE            | 1,6 %   | 1,72 %  | 1,80 %  |
| Die Tierschutzpartei | 1,1 %   | 1,42 %  | 1,20 %  |
| Bündnis C            | 0,6 %   | 0,1 %   | –       |
| PdF                  | 0,6 %   | –       | –       |
| Familie              | 0,5 %   | 0,80 %  | –       |
| Tierschutz hier!     | 0,5 %   | 0,4 %   | –       |
| dieBasis             | 0,5 %   | –       | –       |
| PIRATEN              | 0,0 %   | 0,15 %  | 0,60 %  |
| Volksabstimmung      | –       | 0,30 %  | 0,68 %  |
| PBC                  | –       | –       | 0,51 %  |
| Andere               | 2,2 %   | 6,98 %  | 1,11 %  |
| Wahlberechtigte      | 1897    | 1903    | 1889    |
| Wahlbeteiligung      | 70,10 % | 71,10 % | 62,90 % |

## Kultur und Sehenswürdigkeiten
Inzlingen war ursprünglich ein Straßendorf. Bis heute erkennt man diese Struktur entlang der Riehenstraße (Kreisstraße 6331). Entlang dieser Achse befindet sich der Besiedlungskern Inzlingens. Südlich und nördlich dieser Hauptstraße zweigen wenige Straßen ab, die insbesondere im Nordteil den unteren Teil der Hänge von Maienbühl und Buttenberg erschließen. Zwischen diesen beiden Hügeln zieht sich entlang des Ersteltals die Besiedlung noch ein Stück weit höher und bildet mit der Erstelhalle und diversen Sportanlagen ihren nördlichen Abschluss.
Aufgrund des talbedingten geringen Platzangebotes sind die beiden Teile Inzlingens (Unterdorf und Oberdorf) vollständig miteinander verwachsen. Der Ortskern des Oberdorfs (rund 375 Meter) befindet sich westlich der Kirche St. Peter und Paul. Hier befinden sich die meisten Geschäfte und Dienstleistungsangebote. Das Unterdorf (etwa 345 Meter) befindet sich auf Höhe der Einmündung zum Bützmattweg bzw. auf Höhe des Gasthofs Krone.

### Bauwerke

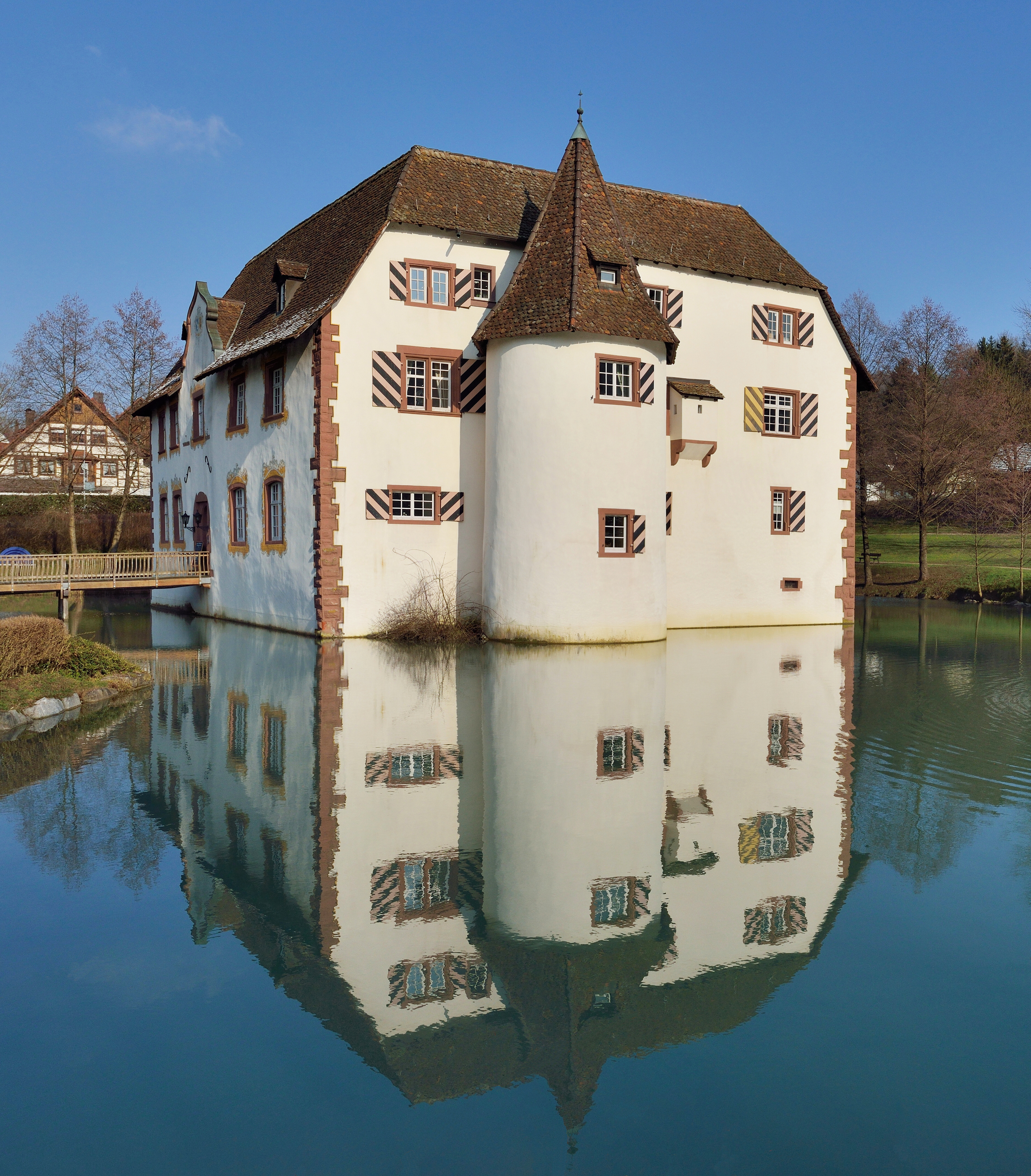
Wasserschloss Inzlingen

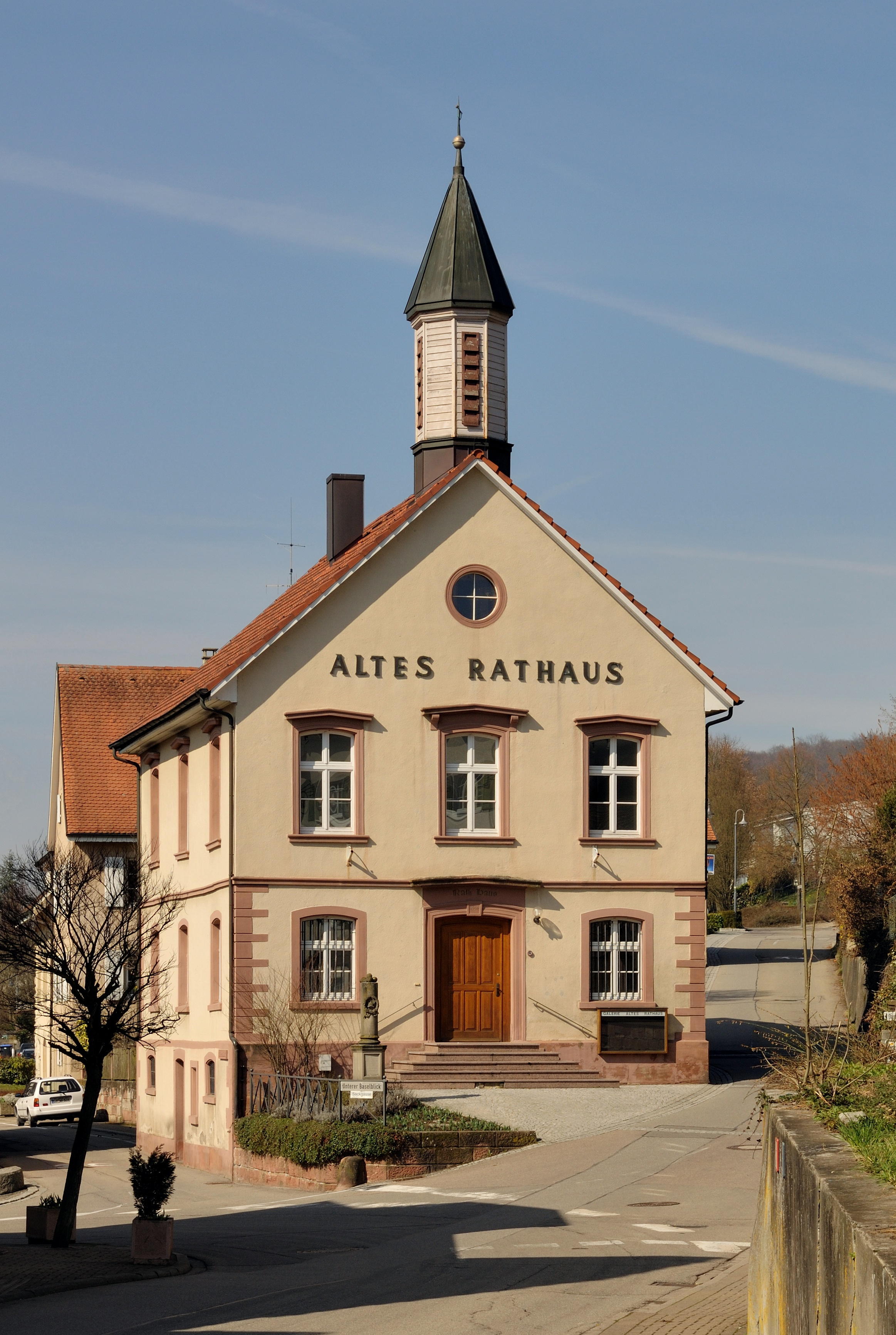
Altes Rathaus

Am östlichen Ende der Riehenstraße mündet diese in die Schlossstraße (Kreisstraße 6332). Südwestlich dieser Einmündung befindet sich das Wahrzeichen von Inzlingen, das Inzlinger Wasserschloss, das 1511 erstmals erwähnt wurde. Die älteste Darstellung ist ein Stich aus dem 17. Jahrhundert. Heute befinden sich im Wasserschloss das Rathaus, ein Restaurant, Konferenzräume und ein Festsaal. Das Wasserschloss wurde auch auf einer 50-Pfennig-Briefmarke der Dauermarkenserie Burgen und Schlösser der Deutschen Post von 1980 abgebildet. Dorf und Wasserschloss Inzlingen waren einst Besitz der Reich von Reichenstein. Rund um das Wasserschloss befindet sich eine kleine Parkanlage.
Benachbart zum Schloss ist das älteste Haus im Dorf: das reichensteinische Meierhaus aus dem Jahr 1580. Das Gebäude im gotischen Stil fällt durch seinen Staffelgiebel und seine schmucke Wandfassade mit Sonnenuhr auf.
Die römisch-katholische Kirche St. Peter und Paul befindet sich ebenfalls im Oberdorf und wurde in den 1830er Jahren erbaut. Das dreischiffige Langhaus ist geostet.
Die moderne Evangelische Kirche Inzlingen wurde 1952 erbaut. Der schlichte Bau steht im Unterdorf in Hanglange.

### Sport und Freizeit
- Sportverein Inzlingen mit einer Mannschaft in der Kreisliga C
- Turnverein Inzlingen
- Tennisclub Inzlingen
- Freizeitsport Sie & Er Inzlingen
- Bahnengolf Sportverein Inzlingen 1979 e. V. mit einer Mannschaft in der 3. Bundesliga

### Regelmäßige Veranstaltungen
Jedes Jahr im September findet auf der Wiese vor dem Wasserschloss das Inzlinger Waiefest statt. Einmal im Jahr an Christi Himmelfahrt treffen sich in den ungeraden Kalenderjahren die Oldtimer-Traktoren bzw. an geraden Kalenderjahren die Oldtimer-Motorräder im Ortszentrum bei der Kirche.

#### Fasnachtszeit
Inzlingen hat drei eigene Fasnachtscliquen:
- Schlurbi Clique e. V. Inzlingen
- Dännle Häxe Inzlingen
- Schlösslisymphoniker Inzlingen („Symphis“)

Jedes Jahr findet in der Fasnachtszeit eine Veranstaltung der Guggemusik „Schlösslisymphoniker“ statt. Dabei stürmen „Narren“ den Inzlinger Ortskern oder auch die Inzlinger Erstelhalle.
Sowohl die Veranstaltung Hemliglunki in Inzlingen als auch der eigene Umzug am Rosenmontag wird von Fasnachtslustigen besucht.

## Wirtschaft und Infrastruktur
Das Dorf hat sich nach dem Zweiten Weltkrieg von einem landwirtschaftlich geprägten Ort zu einer Wohngemeinde des Großraumes Basel entwickelt.

### Bildung
Inzlingen beherbergt die Buttenberg-Grundschule.

### Verkehr
Durch den besiedelten Ortskern führt die ost-westlich verlaufende Kreisstraße 6331 von der Schweizer Grenze, die am östlichen Ortsrand in die nord-südlich verlaufende Kreisstraße 6332 trifft (→ Liste der Kreisstraßen im Landkreis Lörrach). Nördlich und außerhalb des Besiedlungskerns trifft die K 6332 am Inzlinger Kreuz auf die Bundesstraße 316, die ostwärts nach Rheinfelden und westwärts über den Waidhofpass nach Lörrach und zur Bundesautobahn 98 führt.
Der ÖPNV erfolgt in Inzlingen ausschließlich über ein von der SWEG Südwestdeutsche Landesverkehrs-GmbH betriebenes Busnetz. Über die Linie 3 ist der Ort mit der Schweizer Nachbargemeinde Riehen und Lörrach verbunden. Die Linie fährt entlang den Kreisstraßen sieben Haltestellen im Gemeindegebiet Inzlingen ab.

### Grenzübergang
Das Hauptzollamt Lörrach unterhält in Inzlingen einen Grenzübergang zur Schweizer Gemeinde Riehen.

## Persönlichkeiten

### Ehrenbürgerrechte
- Hermann Stiefvater (* 1904)[14]
- Richard Braun († 2000)[14]
- Erich Hildebrand (* 1949); Verliehen am 23. Oktober 2009[34]

### Söhne und Töchter der Gemeinde
- Franz Kolb (* 1465; † 10. November 1535 in Bern), reformierter Theologe
- Oscar Gehrig (* 5. April 1890; † 18. Dezember 1948 in Karlsruhe), Kunsthistoriker

### Mit Inzlingen verbunden
- Johann Baptist Sellinger (1714–1779), Bildhauer des Barock, in Inzlingen verstorben
- Arthur de Gobineau (1816–1882), französischer Diplomat und Schriftsteller, wohnhaft in Inzlingen von Sommer bis Dezember 1830
- Hanna Burgwitz (1919–2007), Theater- und Filmschauspielerin und Schauspiellehrerin, in Inzlingen verstorben